# 里维拉板块

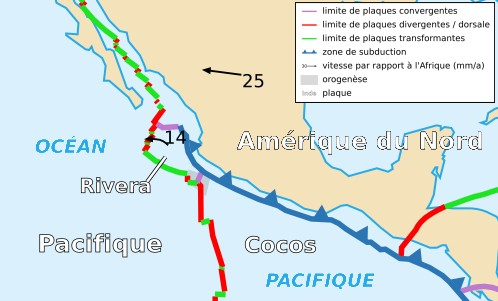
里维拉板块

里维拉板块是太平洋东北部的一个微板块，消减于墨西哥哈利斯科州之下。它位于科科斯板块的北部，被认为在500万－1000万年前与之分离。里维拉板块的消减常常造成地震，最近的一次是2003年1月发生的科利马地震。